# Amyris guianensis
Amyris guianensis là một loài thực vật có hoa trong họ Cửu lý hương. Loài này được Aubl. mô tả khoa học đầu tiên năm 1775.